# Mario Magnotta
Mario Magnotta (Pieve di Teco, 14 ottobre 1942 – L'Aquila, 4 gennaio 2009) è stato un collaboratore scolastico dell'istituto tecnico commerciale "Luigi Rendina" dell'Aquila, divenuto mediaticamente celebre per essere stato vittima di una serie di scherzi telefonici da parte di alcuni ex studenti dell'istituto.

## Biografia
Nacque a Pieve di Teco da Giovanni Magnotta e Romilda Siconolfi. Nel 1945 la sua famiglia si trasferì a L'Aquila per motivi di lavoro. Rimasto orfano di entrambi i genitori in giovanissima età, fu affidato a un istituto di suore, ove conseguì il diploma di scuola media. Nel 1960 trovò lavoro come bidello all'Istituto tecnico commerciale "Luigi Rendina" della città abruzzese, dove lavorò per 36 anni. Sposatosi verso la metà degli anni settanta, ebbe una figlia nel 1976, salvo poi separarsi dalla moglie nel 1984. Proprio il divorzio da quest'ultima sarà un punto fondamentale per la pianificazione della serie di scherzi telefonici che lo renderanno noto.

### Lo scherzo della lavatrice
Venuti a conoscenza della separazione di Magnotta dalla moglie, due ex allievi dell'ITC Rendina, Antonello De Dominicis e Maurizio Videtta, decisero di sfruttarla per fare uno scherzo telefonico al bidello, il quale aveva confidato loro di averle chiesto indietro la lavatrice, da lui acquistata nel 1981.
De Dominicis e Videtta, che già avevano perpetrato vari scherzi a danno del Magnotta quando erano allievi dell'istituto, iniziarono dunque a telefonargli: si spacciarono per diversi personaggi, facendo credere al bidello di non aver perfezionato l'acquisto della lavatrice (complici fantomatici crediti e debiti incrociati tra i fornitori e diversi rivenditori di elettronica dell'Aquilano), ma soprattutto di aver sottoscritto, al momento dell'acquisto dell'elettrodomestico, un contratto con una serie di "clausole capestro", fra cui l'acquisto obbligato di nuovi elettrodomestici ogni due o tre anni.
Lo scherzo si protrasse per più di un mese, nel corso del quale De Dominicis e Videtta si alternarono nelle conversazioni telefoniche, interpretando sempre nuovi personaggi e proponendo al Magnotta nuove e vieppiù assurde proposte per "risolvere" il problema.
I due infine registrarono le ultime quattro telefonate, nel corso delle quali il bidello si dimostrò sempre più insofferente verso i suoi interlocutori, intercalando spesso con espressioni triviali in dialetto aquilano: il colmo si raggiunse all'ultima conversazione, avvenuta il 16 settembre 1987, allorché di fronte all'ennesima richiesta di rimborso dei danni e onoramento del "contratto", Magnotta esplose in una lunga serie di insulti e bestemmie in dialetto contro il sedicente proprietario del negozio dove aveva acquistato la lavatrice.

### Altri scherzi
Dopo lo scherzo della lavatrice, per tutta la fine degli anni ottanta, Magnotta fu vittima di altri scherzi telefonici sempre a opera di De Dominicis e Videtta, egualmente ispirati alla separazione dalla moglie. Nel primo di essi, un sedicente operatore del Telefono Azzurro accusò il bidello di aver provocato «traumi e turbe psichiche» alla figlia, a causa di alcuni suoi «comportamenti fuori dal comune», fra cui un'inventata relazione omosessuale con un suo collega. Di questo scherzo furono rese pubbliche solo due registrazioni.
Nel secondo caso Magnotta fu contattato da un fantomatico nuovo compagno della ex moglie, tale Bruno, il quale lo avvisava che l'ex moglie aveva chiesto al Tribunale un risarcimento per maltrattamenti subiti durante il matrimonio e gli proponeva dunque di tornare insieme a lei, onde evitare le sue rivalse economiche. Di tale scherzo esistono tre registrazioni, nell'ultima delle quali si ascolta una reazione di Magnotta molto simile a quella finale dello scherzo della lavatrice di cui sopra.
De Dominicis e Videtta ammisero successivamente di essere gli autori degli scherzi originali a Magnotta, che rispose con un «Grazie, mi avete fatto compagnia». I due ex alunni, comunque, non smisero di fare altri scherzi telefonici all'ex bidello, con cui si era frattanto stabilito un rapporto di amicizia.

### Il successo mediatico
Gli scherzi telefonici di De Dominicis e Videtta iniziarono ben presto a circolare, incisi su svariate musicassette private, trasformando Magnotta in un fenomeno mediatico: «il bidello più famoso d'Italia» fu invitato in numerose trasmissioni radiofoniche, alle trasmissioni televisive Maurizio Costanzo Show e I fatti vostri, nonché in svariate feste e sagre di paese prima ed eventi in discoteca poi, protrattisi fino al 2003. Dal 2001 al 2007 Magnotta fu inoltre ospite di varie televisioni locali, ove veniva essenzialmente chiamato a commentare le notizie del giorno con lo stesso stile delle famigerate telefonate.
Il personaggio Magnotta riscosse l'approvazione di nomi noti del mondo dello spettacolo italiano, quali Dario Vergassola, Antonello Venditti, David Riondino e Simone Cristicchi. Quest'ultimo utilizzò una delle espressioni più famose della quarta telefonata della lavatrice, ossia la minaccia «m'iscrivo ai terroristi» (sic), nel singolo L'Italia di Piero («Piero non rinuncerebbe mai alla lotta e si iscrive ai terroristi come fa il Magnotta»). Quella stessa frase divenne un tormentone, utilizzato anche in alcuni remix suonati nelle discoteche. Già nel 1993, il rapper Frankie hi-nrg mc aveva inserito un campionamento dello sfogo di Magnotta nella canzone Disconnetti il potere, contenuta nel suo album di esordio Verba manent.
A partire dalla seconda metà degli anni duemila il fenomeno mediatico iniziò ad attenuarsi. Lo stesso Magnotta rifiutò spesso di prendere parte a serate in discoteca e altri eventi. Non cessarono tuttavia gli scherzi telefonici a suo danno, perpetrati anche da altri soggetti, tanto che intorno al 2007 l'ex bidello si trovò a sporgere denuncia perché «perseguitato» da SMS di scherno.

### Morte
Mario Magnotta morì all'Ospedale San Salvatore dell'Aquila nella notte fra il 4 e 5 gennaio 2009 all'età di 66 anni, dopo essere stato ricoverato alcuni giorni prima per una grave embolia polmonare. È sepolto nel cimitero monumentale dell'Aquila.

## Omaggi
Nel 2017 viene pubblicato il fumetto Magnotta Wars – Il lato abruzzese della forza, il cui protagonista è un immaginario "pronipote" del Magnotta che lavora come bidello sulla stazione spaziale Eagle nel 2992.